# Список керівників держав 110 року
Список керівників держав 110 року — це перелік правителів країн світу 110 року
Список керівників держав 109 року — 110 рік — Список керівників держав 111 року — Список керівників держав за роками

## Європа
- Боспорська держава — цар Савромат I (90-123)
- Ірландія — верховний король Мал мак Рокріде (106–110), його змінив Федлімід Рехтмар (110–119)
- Римська імперія
  - імператор Траян (98-116)
    - консул Марк Педуцей Присцін (110)
    - консул Сервій Корнелій Сципіон Сальвідієн Орфіт (110)
      - Дакія — Децим Терентій Скауріан (109—110/111)
      - Далмація — Гай Мінуцій Фундан (108—109 — 111—112)
      - Фракія — Публій Ювенцій Цельс Молодший (109—112)

## Азія
- Близький Схід
  - Бану Джурам (Мекка) — шейх Мухад I аль-Акбар (106–136)
  - Велика Вірменія — цар Санатрук I (88-110), його змінив Ашхадар (110–113)
  - Хим'яр — цар Раббшамс Німран (100–110), його змінив Ілшарах Яхдаб I (110–125)
  - Осроена — цар Абгар VII (109–116)
- Диньяваді — Вісу Яза (90-111)
- Іберійське царство — цар Митридат III (106–116)
- Індія
  - Кушанська імперія — великий імператор Канішка I (105–126)
  - Царство Сатаваханів — магараджа Шивасваті Сатавахана (84-112)
- Китай
  - Династія Хань — імператор Лю Ху (Ань-ді) (106–125)
    - вождь племінного союзу південних сяньбі Улунь (93-120)
- Корея
  - Когурьо — тхеван (король) Тхеджохо (53-146)
  - Пекче — король Кіру (77-128)
  - Сілла — ісагим (король) Пхаса (80-112)
- Персія
  - Парфія — шах Хосрой (105–129) боровся за владу зі своїм братом шахом Вологезом II (105–147)
- Сипау (Онг Паун) — Сау Кам Монг (72-110), його змінив брат  Сау Кам Унг (110–127)
- плем'я Хунну — шаньюй (вождь) Тань (98-124)
- Японія — тенно (імператор) Кейко (71-130)
  - Азія — Гай Анцій Авл Юлій Квадрат (109—115)
  - Аравія Петреа — Гай Клавдій Север (107—116)
  - Віфінія і Понт — Пліній Молодший (109—111)
  - Каппадокія — Гай Юлій Квадрат Басс (107—112)
  - Сирія — Луцій Фабій Юст (108—112)

## Африка
- Царство Куш — цар Аритеніесбехе (108–132)
  - Африка — Квінт Помпоній Руф (110—111)
  - Єгипет — Сервій Сульпіцій Сіміліс (107—112)